# Владета Влаховић
Владета Влаховић - Цврца (Ниш, 1940 — Београд, 2014) био је играч фолклора и дугогодишњи уметнички руководилац АКУД „Иво Лола Рибар”.

## Детињство
Владета Влаховић је рођен у Нишу, 18. јула 1940. године где је у то време службовао његов отац Лазар, прекаљени "Солунац" и официр југословенске војске.
Владета је своје прве „лолинске“ дане 1952. године провео у драмској секцији ОКУД "Иво Лола Рибар" код Зорана Ристановића, а потом у сатиричном кабареу „Комарац“ код Небојше Комадине. Као ученик основне школе био је члан драмске групе Радио Београда која је снимала у то време популарне радио драме. На крају једне од њих по мотивима Нушићевих „Хајдука“ његови другови из школе чули су у одјавној шпици између осталог и: „улоге тумачили Владета Влаховић као Лаза Цврца“. Од тога дана уз његово име неизбежан је остао и тај надимак.

## Играчки дани у "Лоли"
Члан Фолклорног ансамбла Омладинског културно-уметничког друштва (ОКУД) "Иво Лола Рибар" постао је 9. децембра 1954. године. У ансамблу се врло брзо истакао својим играчким способностима, а доласком Драгомира Вуковића Кљаце на место уметничког руководиоца постао је и његов асистент. Као играч ансамбла учествовао је на фестивалу у Дижону 1961. године где је „Лола“ освојила прво место. Тако је постао и део „Лолине златне генерације“ са којом је 1965. године у Дижону освојио прво место на такмичењу свих дотадашњих победника фестивала. „Лола“ је наступила са „Комитском игром“, а седморицу играча предводио је управо Цврца као „четовођа“.

## У Ансамблу "Коло"
У Државни ансамбл народних игара и песама СР Србије „Коло“ одлази 1963. (из „Крсманца“ где је провео једну сезону) и ту остаје до 1970. године. У „Колу“ игра са великанима српског фолклора које ће наследити, а такође и изградити доживотна пријатељства. Оставио је трага и као солиста ансамбла у „Шоти“, али и као наследник легендарног Циге Деспотовића у „Комитској игри“. У то време радио је са ансамблом у КУД-у „Градимир“.

## Професионална каријера у "Лоли"
Уметнички руководилац Ансамбла народних игара и песама ОКУД "Иво Лола Рибар" био је пуних 27 година што је и рекорд у овом ансамблу.
Као уметнички руководилац фолклорног ансамбла „Лоле“, почиње да ради 1970. године. Година 1972. била је једна од најплоднијих у његовом уметничком раду. Те године за потребе „Југословенског фестивала“ у Бриселу поставио је кореографије: Игре из Србије, Ругово, Рипна Мацу, Сватовац, Игре из Баната и Игре из Врање. Исте године је уследила велика турнеја по Монголији и Кини.
Већ почетком наредне 1973. године почињу преговори за америчку турнеју. За ту прилику остварена је идеја Цврциног дугогодишњег сарадника, Бате Грбића - „Фреска Вива“ или „Оживљена фреска“. Бата је радио кореографију и давао идеје док је Цврца разигравао кораке и уигравао ансамбл. Било је то ослобађање од стереотипног програма, у Америци препознато као „најпрогресивнији програм из источне Европе“ коме је Владета дао велики допринос помажући Бати Грбићу. Програм је изведен 50 пута пред око 100.000 гледалаца широм САД и Канаде.
Његов кореографски рад наставио се и средином седамдесетих година. Његова кореографија „Буњевачке игре“ била је најбоља кореографија фестивала „Аматери своме граду“, а „Влашке игре“ су се после „Лоле“ нашле на репертоару ансамбала широм земље и дијаспоре.
Приликом друге америчке турнеје 1988. године, Цврца ствара први фолклорни мјузикл под називом „Ој, Мораво“ у коме учествују на сцени играчи, хор и оркестар. Ови програми или њихови сегменти од тада су више пута награђиван и неизбежан део „Лолиног“ програма.

## Педагошки рад
Своје знање, које је стицао годинама под утицајем Олге Сковран, Драгомира Вуковића Кљаце, Ивана Иванчана, Миодрага Деспотовића Циге и других, преносио је широм Југославије и света.
Бројне семинаре одржао је у сарадњи са „Лолиним“ хармоникашем, шефом оркестра Растком Павловићем. Холандске новине су извештавале на насловној страни: „Долази нам Цврца“, а са Цигом Деспотовићем радио је семинар на Трећој години играчке академије у Ротердаму. Французи су га називали „једним од најбољих кореографа Европе“, а у швајцарском граду Бадену су га дочекивали натписи "Serbischen tanze mitt Cvrca".
Његови семинари били су атракција и у САД и Канади. Својим учитељем сматра га Вони Браун (Vonnie Brown), оснивач и директор „Baton Rouge International Folk Dancers” и „Karpaty Folk Ensemble“ у Батон Ружу. Поред ње, и Ајра Вајсбрд (Ira Weisburd), чији играчки семинари су данас популарни у свету, са поносом истиче да је много тога научио од Цврце.
Још далеке 1978. године је добио Повељу Савеза естрадних уметника Србије, а у организацији Просветног сабора Хрватске завршио је специјализацију за плесова алпске зоне код кореографа и једног од оснивача ансамбла „Ладо“, др Ивана Иванчана.
На челу Ансамбла народних игара и песама ОКУД „Иво Лола Рибар“ био је пуних 27 година а кроз његову школу фолклора прошло је хиљаде младих људи.